# Grünparadieskrähe
Die Grünparadieskrähe (Manucodia chalybatus), auch Grüne Manukode oder Grün-Manucodia genannt, ist eine krähenähnlich aussehende Vogelart aus der Familie der Paradiesvögel (Paradisaeidae). Die Grünparadieskrähe kommt auf Neuguinea und angrenzenden Inseln vor. Die Art gehört zu den wenigen monogamen Arten der Paradiesvögel.
Die Bestandssituation der Grünparadieskrähe wird von der IUCN als ungefährdet (least concern) eingestuft. Es werden keine Unterarten unterschieden.

## Beschreibung

### Körperbau und -maße
Die Grünparadieskrähe ist innerhalb der Gattung der Manukoden ein vergleichsweise großer Paradiesvogel mit einem langen gestuften Schwanzgefieder.
Sie erreicht eine Körperlänge von bis zu 36 Zentimeter, davon entfallen beim Männchen zwischen 12,8 und 15,2 Zentimeter und beim Weibchen zwischen 12 und 14,4 Zentimeter auf die Steuerfedern. Der Schnabel hat eine Länge von 3,4 bis 4,4 Zentimeter. Die Männchen wiegen zwischen 164 und 265 Gramm, die Weibchen sind mit 160 bis 255 Gramm fast gleich schwer. Die Geschlechter unterscheiden sich nur geringfügig. Die Weibchen sind gewöhnlich etwas kleiner als die Männchen, was nur beim direkten Vergleich auffällt. Sie sind auch etwas matter gefärbt. Ihr Gefieder schimmert mehr grünlich blau als violett.

### Erscheinungsbild
Der Kopf, der Hals und der Nacken sind blauschwarz mit einem blaugrünlichen Schimmer auf den Federspitzen. Die Federn oberhalb des Auges sind auffällig dicht und etwas verlängert, allerdings nicht so stark wie beim Krähenparadiesvogel.  Diese Federn können allerdings vom Grünparadiesvogel gesträubt werden und bilden dann schmale Augenbrauen. Auf Kinn und Kehle bilden die metallisch glänzenden Federspitzen ein umgekehrtes V.
Der Mantel, der Rücken, Bürzel, die Flügeldecken und die Oberseite des Schwanzgefieder sind blauschwarz mit einem sehr intensiven violettem Glanz. Auf  dem Mantel kann der Glanz auch etwas bläulicher sein. Anders als beim Kopfgefieder sind die Federspitzen matt. Durch die matten Federspitzen entsteht insbesondere auf dem Mantel eine Querbänderung bestehende aus glänzenden Federn und matten Federspitzen. Unter bestimmten Lichtverhältnissen kann auch das Schwanzgefieder schwärzlich quergestreift wirken.
Das Gefieder an der unteren Kehle, dem vorderen Hals und der Vorderbrust hat leicht verlängerte Säume, die verknittert wirken. Diese Federsäume haben einen auffallenden grünlich bronzefarbenen Glanz. Die übrige Körperunterseite ist schwarzblau mit einem violetten Glanz und bei bestimmten Lichteinfall magentafarbenen Schlaglichtern.
Der Schnabel ist schwarz, die Beine und Füße sind gleichfalls schwarz, die Iris ist blutrot.
Noch nicht geschlechtsreife Grünparadieskrähen ähneln den adulten Vögeln, ihr Gefieder schimmert aber noch weniger intensiv violett.

## Verbreitungsgebiet und Lebensraum
Die Grünparadieskrähe besiedelt die Wälder der Vorgebirge von Neuguinea. Das Verbreitungsgebiet ist allerdings nicht zusammenhängend, sondern disjunkt. Sie kommt außerdem in den Wäldern der Tiefebenen von Misool vor, einer 2041 km² großen Insel im Archipel von Raja Ampat vor der Küste Westneuguineas (Indonesien). Die Höhenverbreitung auf Neuguinea reicht von 600 bis 1500 Metern, Individuen werden aber auch immer wieder in niedrigeren Lagen oder in Höhenlagen bis 1700 Meter angetroffen. Sie durchstreifen größere Gebiete: Eine mit einem Fernsender versehene Grünparadieskrähe hielt sich während einer Woche in einem 45 Hektar großen Gebiet auf.

## Lebensweise
Die Grünparadieskrähe hält sich überwiegend im mittleren und oberen Baumkronenbereich auf. Sie ist ein scheuer Vogel, der auf Störungen sehr schnell mit Auffliegen reagiert und keine Annäherung des Menschen duldet. Während der Nahrungssuche ist die Grünparadieskrähe häufig mit anderen Vogelarten vergesellschaftet. Ähnlich wie bei der Jobiparadieskrähe handelt es sich dabei überwiegend um Vögel, bei denen der braune und schwarze Anteil am Gefieder überwiegt.
Die Grünparadieskrähe frisst vermutlich überwiegend Früchte. Sie wurde bereits dabei beobachtet, wie sie fruchttragende Bäume gegen andere fruchtfressende Arten verteidigte. Vermutlich frisst sie neben Früchten aber auch Wirbellose.

## Fortpflanzung
Die Fortpflanzungsbiologie der Grünparadieskrähe ist noch nicht abschließend untersucht. Die Brutzeit fällt jedoch mindestens in den Zeitraum von Juli bis September. Im Baiyer River Sanctuary, Papua-Neuguinea, in Gefangenschaft gehaltene Vögel zeigten Balzverhalten im Januar und September. Bei der Balz handelt es sich um eine Verfolgungsjagd, bei der das Männchen dem Weibchen folgt. Grünparadieskrähen sind wie alle Manukoden monogame Vögel.
Das Nest wird in Astgabeln errichtet. Die bislang gefundenen Gelege enthielten ein oder zwei Eier. Über die Brutdauer und den Zeitraum zwischen dem Schlupf der Nestlinge und ihrem Ausfliegen ist nichts bekannt.

## Einzelbelege
1. ↑  Handbook of the Birds of the World zur Grünparadieskrähe, aufgerufen am 8. Juli 2017
2. 1 2   Frith & Beehler: The Birds of Paradise - Paradisaeidae. S. 220.
3. ↑   Frith & Beehler: The Birds of Paradise - Paradisaeidae. S. 222.
4. 1 2   Frith & Beehler: The Birds of Paradise - Paradisaeidae. S. 221.
5. ↑   Frith & Beehler: The Birds of Paradise - Paradisaeidae. S. 224.
6. ↑   Frith & Beehler: The Birds of Paradise - Paradisaeidae. S. 223.